# Río Perquin
Río Perquin är ett vattendrag i Chile.   Det ligger i regionen Región del Maule, i den södra delen av landet, 250 km söder om huvudstaden Santiago de Chile.
Omgivningen kring Río Perquin består till största delen av jordbruksmark. Området är ganska glesbefolkat, med 32 invånare per kvadratkilometer.